# Temporada de furacões no Atlântico de 2024
A temporada de furacões no Atlântico de 2024 é a temporada ativa de ciclones tropicais no Oceano Atlântico no hemisfério norte. A temporada começou oficialmente em 1º de junho, e terminou em 30 de novembro. Estas datas, adotadas por convenção, descrevem historicamente o período de cada ano em que ocorre a maior parte da ciclogênese subtropical ou tropical no Oceano Atlântico.  O primeiro sistema, tempestade tropical Alberto, desenvolveu-se em 19 de junho, tornando-se o mais tardio primeiro ciclone nomeado desde 2014.
A segunda tempestade da temporada, o Furacão Beryl, foi um furacão extremamente raro de junho, o primeiro furacão de categoria 5 no Atlântico já registado e apenas o segundo registado em julho. Em seguida veio a tempestade tropical Chris, que se formou no último dia de junho e rapidamente atingiu Veracruz. A atividade parou em toda a bacia durante a maior parte de julho, após a dissipação do Beryl, sem a formação de novos ciclones tropicais devido à presença da camada de ar do Saara em grande parte do Atlântico. No início de agosto, o furacão Debby se desenvolveu no Golfo do México antes de atingir a Flórida e a Carolina do Sul. Pouco depois veio o furacão Ernesto, que atingiu as Pequenas Antilhas, Porto Rico e Bermudas em meados de agosto. Após calma incomum na atividade no final de agosto e início de setembro, o furacão Francine se formou no Golfo, depois atingiu a costa da Louisiana. Mais tarde, em 24 de setembro, o furacão Helene formou-se sobre o Caribe Ocidental antes de avançar para a região de Big Bend, na Flórida. Atingiu a costa em 26 de setembro, na intensidade de categoria 4. Em 5 de outubro o Furacão Milton formou-se no Golfo do México e rapidamente intensificou-se no segundo furacão de categoria 5 da temporada. Tornando-se o furacão mais intenso no Atlântico desde o furacão Wilma em 2005 por pressão barométrica e o mais intenso desde Dorian em 2019 por velocidade do vento. Milton depois em 9 de outubro atingiu terra perto de Siesta Key, Flórida, como furacão de category 3. Em 19 de outubro ambos tempestade tropical Nadine e furacão Oscar formaram-se. Nadine rapidamente atingiu terra em Belize enquanto Oscar rapidamente intensificou-se em um furacão de categoria 1, tornando-se o furacão mais pequeno no registo. Ele depois chegou a terra em Inagua e Cuba. Desde 2 de novembro, registam-se pelo menos 386 mortes e cerca de 190 bilhões de dólares em danos.

## Previsões sazonais
Antes e durante cada temporada de furacões, várias previsões de atividade de furacões são emitidas por serviços meteorológicos nacionais, agências científicas e especialistas em furacões. Isso inclui meteorologistas do Centro de Previsão Climática da Administração Oceânica e Atmosférica Nacional dos Estados Unidos (NOAA), Risco de Tempestade Tropical (TSR), Met Office do Reino Unido (UKMO) e Philip J. Klotzbach, William M. Gray e seus associados na Universidade Estadual do Colorado (CSU). As previsões incluem mudanças semanais e mensais em fatores significativos que ajudam a determinar o número de tempestades tropicais, furacões e grandes furacões em um determinado ano. De acordo com a NOAA e a CSU, a temporada média de furacões no Atlântico entre 1991 e 2020 continha cerca de 14 tempestades tropicais, sete furacões, três furacões maiores e um índice de energia ciclónica acumulada (ECA) de 72 a 111 unidades. De um modo geral, ECA é uma medida do poder de uma tempestade tropical ou subtropical multiplicada pelo tempo que existiu. É calculado apenas para avisos completos em sistemas tropicais e subtropicais específicos que atingem ou excedem velocidades de vento de 63 km/h (39 mph). A NOAA normalmente classifica uma temporada como acima da média, média ou abaixo da média com base no índice ECA cumulativo, mas às vezes também é considerado o número de tempestades tropicais, furacões e furacões maiores em uma temporada de furacões.

### Previsões de pré-temporada
Em 11 de dezembro de 2023, a Tropical Storm Risk (TSR) divulgou a primeira previsão antecipada para a temporada no Atlântico de 2024, prevendo um ano acima da média com 20 tempestades nomeadas, 9 furacões e 4 furacões maiores. Eles levaram em conta as temperaturas quentes da superfície do mar em curso na maior parte da bacia, especificamente na principal região de desenvolvimento e no Mar das Caraíbas, para além do evento El Niño de 2023-2024, que se previa que se enfraqueceria para uma fase neutra em agosto de 2024. Em 4 de abril de 2024, a Universidade Estadual do Colorado (CSU) divulgou a sua previsão, prevendo uma temporada de furacões extremamente ativa, com 23 tempestades nomeadas, 11 furacões e 5 furacões maiores, com um índice de energia ciclónica acumulada (ECA) de 210 unidades, citando as temperaturas extremamente quentes da superfície do Oceano Atlântico e o desenvolvimento de La Niña no verão. Em 5 de abril, a Météo-France (MFM) emitiu uma previsão de 21 tempestades nomeadas e 11 furacões. Eles citaram temperaturas quentes da superfície do mar, padrões de vento e humidade. Em 8 de abril, a TSR atualizou a sua previsão, prevendo 23 tempestades tropicais, 11 furacões e 5 furacões maiores, com um índice de energia ciclónica acumulada (ECA) de 217 unidades. Previram que as condições moderadas de La Niña ocorreriam no verão e persistiriam no outono e que as temperaturas acima da média da superfície do mar também persistiriam no verão. No mesmo dia, a Universidade do Arizona (UA) publicou a sua previsão prevendo uma época muito ativa com 21 tempestades nomeadas, 11 furacões, 5 furacões maiores e um índice ECA de 156 unidades. Em 12 de abril, a Universidade do Missouri (MU) emitiu sua previsão de 26 tempestades nomeadas, 11 furacões e 5 furacões maiores. Em 16 de abril, a NCSU emitiu a sua previsão de 15-20 tempestades nomeadas, 10-12 furacões, e 3-4 furacões maiores. Em 24 de abril, a Universidade da Pensilvânia (UPenn) emitiu a sua previsão de uma época recorde, prevendo um número sem precedentes de 33 (±6) tempestades nomeadas. Eles citaram as condições moderadas esperadas de La Niña e as temperaturas recorde da superfície do mar no Atlântico tropical ligado a aquecimento em larga escala. Em 6 de maio, o Servicio Meteorológico Nacional (SMN) emitiu a sua previsão de 20-23 tempestades tropicais, 9-11 furacões e 4-5 furacões maiores.

## Resumo sazonal

### Antecedentes

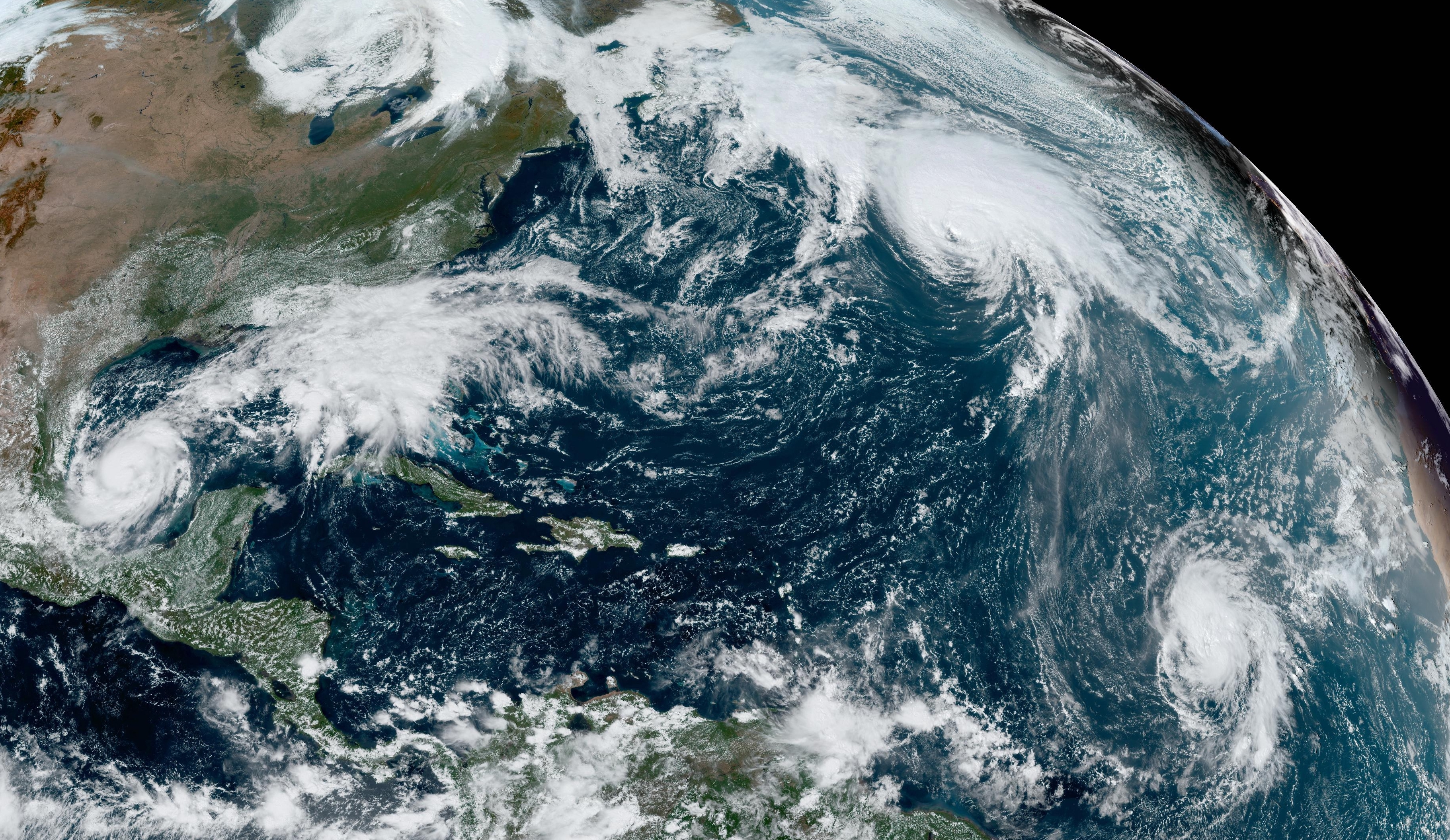
Três furacões simultâneos ativos em 6 de outubro, com Milton (esquerda), Kirk (acima direita) e Leslie (abaixo direita)

Oficialmente a temporada de furacões no Atlântico começou em 1º de julho e terminará em 30 de novembro. Até agora, dezoito depressões tropicais se formaram e totos eles tornaram-se tempestades nomeadas. Onze tempestades tornaram-se furacões, dos quais cinco sistemas intensificaram-se num furacão maior. Ao todo, existiram 11 sistemas que atingiram terra.
O índice de ECA, até 10 de novembro é de aproximadamente de 159,8 unidades. Este número representa a soma dos quadrados do  máximo de velocidade sustentada (nós) para todos os sistemas nomeados enquanto forem pelo menos da intensidade de ciclones tropicais, divido por 10.000. Por isso, as depressões tropicais não são incluídas.

## Atividade inicial
Embora a temporada de furacões no Atlântico de 2024 tenha começado oficialmente em 1 de junho, teve seu início mais lento desde 2014. Isto deveu-se a uma grande cúpula de calor estacionária sobre a América Central e o México, uma vez que a ciclogénese tropical em junho ocorre frequentemente sobre o Golfo do México e o norte do Mar das Caraíbas. A primeira tempestade nomeada da temporada, tempestade tropical Alberto, formou-se no Golfo ocidental do México em 19 de junho, em seguida, passou a atingir a costa nordeste do México no dia seguinte. Depois de Alberto, veio o furacão Beryl, o primeiro furacão no Atlântico de categoria 4 e 5 com formação já registado numa temporada e o furacão de junho mais forte já registado na bacia. Depois de se formar em 28 de junho na região principal de desenvolvimento, a tempestade se intensificou rapidamente à medida que se aproximava das Ilhas de Barlavento, com pico como um furacão de categoria 5 no início de 2 de julho. A tempestade tropical de curta duração Chris desenvolveu-se no sudoeste do Golfo do México em 30 de junho, movendo-se rapidamente em terra no México na manhã seguinte. O Beryl continuou, impactando a Jamaica e chegando na Península de Yucatan e no Texas. Após a dissipação de Beryl em 11 de julho, a bacia Atlântica cairia sob um período de inatividade devido à camada de ar do Saara, que suprime a atividade tropical, persistindo sobre o Atlântico aberto ao lado do ar seco que ocorre tipicamente durante este período da estação.
Em 3 de agosto, uma depressão tropical se formou na costa sul de Cuba, tornando-se a tempestade tropical Debby mais tarde naquele dia. Antes de fazer landfall na Flórida como um furacão de categoria 1 dois dias depois. Em seguida, diminuiu a velocidade sobre a terra e deixou cair fortes chuvas e causou inundações generalizadas no sudeste dos Estados Unidos. Poucos dias depois de Debby ter se dissipado, a tempestade tropical Ernesto formou-se em 12 de agosto na região de desenvolvimento principal Ocidental. Ernesto tornou-se um furacão em 14 de agosto, causando danos às Pequenas Antilhas. Dois dias depois, em 16 de agosto, reforçou-se para um furacão de categoria 2. No dia seguinte, atingiu as Bermudas como uma tempestade de categoria 1 enfraquecida.

### Época alta
Apesar das temperaturas excepcionalmente quentes no Atlântico Norte, o Atlântico equatorial arrefeceu rapidamente e transformou-se num "Niña Atlântico" devido à ressurgência causada por mudanças nos ventos alísios e no modo zonal Atlântico. Os efeitos de um Niña Atlântico não são certos, mas são contrários aos pressupostos que a NOAA utilizou na sua previsão de atividade sazonal. A CSU associou a quietude do Atlântico durante o mês de agosto e o período após a dissipação de Ernesto – apesar das previsões de um período de pico extremamente activo – as ondas tropicais que se formam demasiado a norte, ventos quentes de nível superior que causam desestabilização, cisalhamento do vento no Atlântico Leste e fatores associados à Oscilação Madden-Julian. Após quase três semanas de inatividade, o mais longo em mais de cinquenta anos, o furacão Francine formou-se em 9 de setembro. A tempestade tropical Gordon seguiu o exemplo dois dias depois, em 11 de setembro, com Francine chegando à Louisiana como um sistema de categoria 2 mais tarde naquele dia. A tempestade tropical Helene se formaria sete dias depois, em 24 de setembro. O sistema seria então atualizado para um furacão de categoria 1 no dia seguinte. O furacão Helene afetaria então a Península de Yucatan, em 25 de setembro, antes de atingir a costa na região de Big Bend, na Florida, no final de 26 de setembro, como um furacão de categoria 4, onde enfraqueceu rapidamente para uma depressão tropical ao meio-dia de 27 de setembro. O furacão Isaac formou-se em 26 de setembro e depois chegou a furacão de categoria 2. Em 27 de setembro a tempestade tropical Joyce formou-se a oeste de Cabo Verde. A atividade de setembro terminou com a formação do furacão Kirk em 29 de setembro, que atingiu o pico de intensidade em 4 de outubro.
O início de outubro viu as formações dos furacões Leslie e Milton, e junto com Kirk, marcaram a primeira vez no registro que existiram três furacões em simultâneo presentes na bacia do Atlântico depois de setembro. Milton sofreu uma intensificação extraordinariamente rápida no Golfo do México para se tornar o segundo furacão de categoria 5 da temporada, tornando a temporada de furacões de 2024 a primeira no Atlântico desde 2019 para apresentar vários furacões de categoria 5. Ele tornou-se o primeiro furacão desde o furacão Wilma a atingir uma pressão abaixo de 900 mb e o segundo ciclone tropical mais intenso nos registos sobre o Golfo do México, apenas depois do furacão Rita. No final do mês, dois ciclones tropicais se formaram em 19 de outubro. A tempestade tropical Nadine formou-se no início do dia perto da costa de Belize, onde atingiu a costa algumas horas depois, enquanto o furacão Oscar formou-se perto de Turcas e Caicos, tornando-se o menor furacão já registado na bacia do Atlântico. Em 2 de novembro a tempestade tropical Patty desenvolveu-se de um vendaval não tropical pouco a nordeste dos Açores. Dois dias depois a tempestade tropical Rafael formou-se no Sudoeste do Caribe. Ele atingiu Cuba com intensidade de categoria 3.

## Sistemas

### Tempestade tropical Alberto
Em 12 de junho o Centro Nacional de Furacões NHC notou um área de distúrbio de tempo podia se formar sobre o oeste do Golfo do México e possivelmente desenvolver-se em um ciclone tropical. Alguns dias mais tarde, cedo em 17 de junho, uma área de baixa pressão formou-se sobre a Baía de Campeche. A baixa foi gerada de um distúrbio dentro dom Giro da América Central. Apesar da sua atividade de trovoadas ser dispersa, a área chamada de invest começou a se organizar mais tarde nesse dia e foi nomeada ciclone tropical potencial Um. O sistema depois organizou-se lentamente nos seguintes dois dias enquanto se aproximava da costa do México, desenvolvendo-se na tempestade tropical Alberto em 19 de junho. Alberto intensificou-se gradualmente durante o dia, depois atingido o pico de ventos sustentados de 85 km/h, e a pressão central mínima de 993 mbar. Cedo na manhã seguinte, o sistema fez o desembarque perto de Tampico, Tamaulipas. Alberto depois rapidamente enfraqueceu sobre terra, dissipando-se depois em pouco mais de nove horas.
Chuvas fortes de Alberto resultaram em quatro mortes, todas em Nuevo León: uma em Monterrey devido às enchentes do Rio Silla, uma em El Carmen, e duas em Allende (os três posteriores foram mortos indiretos devido a eletrocussão). Alberto trouxe precipitação maior à área de Galveston, deixando enchentes de água doce. Os seus ventos causaram um onda de maré de 0.6–1 m, inundando comunidades no litoral entre Galveston e Freeport. Adicionalmente, um tornado EF1 chegou perto de Bellville, causando danos em propriedades no seu percurso de 3,2 km, e dois tornados EF0 ocorreram perto de Rockport. Para o leste, as comunidades do litoral de Luisiana, especialmente Grand Isle, também receberam algumas enchentes. Os danos relatados em Nuevo León ultrapassaram MX$1 mil milhões.

### Furacão Beryl
Em 25 de junho, o NHC começou a rastrear uma onda tropical que produzia chuvas e trovoadas desorganizadas ao sul de Cabo Verde. No dia seguinte, a onda começou a mostrar sinais de organização, com modesta atividade de trovoada, bandas curvas e algum desenvolvimento de giro. A perturbação organizou-se ainda mais, tornando-se depressão tropical Dois sobre o Atlântico tropical central em 28 de junho. Localizado a sul de uma forte cordilheira subtropical, a depressão moveu-se geralmente para oeste através de um ambiente excecionalmente favorável para a época do ano, com temperaturas quentes da superfície do mar (SST) e cisalhamento mínimo do vento, iniciando consequentemente um período de rápida intensificação. A depressão fortaleceu-se em tempestade tropical Beryl seis horas após a formação, e as tempestades rapidamente se organizaram em um centro denso nublado, com um padrão de nuvens simétrico cercado por faixas de chuva. No final de 29 de junho, o Beryl intensificou-se num furacão. O núcleo interno das tempestades se organizou em um olho, que se tornou claro e simétrico. Observações dos caçadores de furacões indicaram que o Beryl se tornou um furacão maior em 30 de junho. O furacão intensificou-se ainda mais, transformando-se num furacão de categoria 4. O Beryl manteve um pico de intensidade inicial com ventos de 215 km/h. Beryl então passou por um ciclo de substituição da parede do olho e brevemente enfraqueceu para um furacão de categoria 3 no início de 1 de julho, mas recuperou a intensidade de categoria 4 seis horas depois, uma vez que o ciclo foi concluído. Às 15:10 UTC do mesmo dia, Beryl atingiu a costa em Carriacou, Granada, com ventos sustentados de 240 km/h. Às 03:00 UTC do dia seguinte, o Beryl intensificou-se ainda mais para um furacão de categoria 5, atingindo o pico algumas horas depois com ventos de 270 km/h, enquanto se deslocava para o oeste-noroeste a cerca de 35 km/h. Mais tarde, nesse mesmo dia, o Beryl passou para sul de Isla Beata, República Dominicana, onde enfraqueceu para a força da categoria 4 em resultado do cisalhamento do vento.
Movendo-se geralmente para oeste-noroeste sob a influência da cordilheira forte ao norte, o centro de Beryl passou muito perto da costa sul da Jamaica na tarde de 3 de julho. Manteve-se um furacão de categoria 4, apesar do cisalhamento persistente a oeste. Às 06:00 UTC de 4 de julho, enquanto a sudeste das Ilhas Cayman, o Beryl enfraqueceu para a força da categoria 3. Beryl continuou a enfraquecer e foi rebaixado para um furacão de categoria 2 naquela tarde. No final do mesmo dia, porém, os dados de uma equipa de reconhecimento da Força Aérea mostraram que o Beryl se tinha reforçado para um furacão mínimo de categoria 3. No entanto, voltou a enfraquecer para a intensidade da categoria 2 algumas horas mais tarde. Às 11:00 UTC de 5 de julho, o sistema atingiu a costa a nordeste de Tulum, Quintana Roo, com ventos sustentados de 175 km/h. Em terra firme, Beryl enfraqueceu rapidamente para um furacão de categoria 1, e depois para uma tempestade tropical algumas horas depois. A tempestade tropical emergiu então no Golfo do México enquanto era dirigida por uma crista de nível médio localizada sobre o sudeste dos EUA. Naquela noite e no dia seguinte, além de um núcleo interno mais amplo, o Beryl foi assolado por uma infusão de ar seco e por cisalhamento moderado do vento, o que impediu que a tempestade se fortalecesse sensivelmente. Mesmo assim, na tarde de 6 de julho, a sua estrutura convectiva melhorou um pouco e tornou-se mais persistente. Às 04:00 UTC de 8 de julho, Beryl recuperou a intensidade de furacão enquanto se aproximava da costa do Texas. Pouco tempo depois, Beryl chegou a terra final perto de Matagorda, Texas, com ventos sustentados de 130 km/h. O sistema enfraqueceu rapidamente no interior, passando para um ciclone pós-tropical no início de 9 de julho. No dia seguinte, os restos da tempestade atravessavam a Península Inferior de Michigan, seguindo para nordeste até Ontário, antes de se dissiparem a 11 de julho.
Em 29 de junho, o primeiro-ministro de Santa Lúcia ordenou uma paralisação nacional em antecipação aos impactos do Beryl na nação insular. No dia seguinte a Caribbean Airlines adiou vários voos entre Barbados, Granada, São Vicente e Granadinas e Trinidade e Tobago. Foi cancelada uma reunião da Comunidade das Caraíbas em Granada, prevista para 3 a 5 de julho. Os efeitos e as vítimas do furacão foram generalizados. O Beryl causou danos catastróficos nas ilhas Carriacou e Petite Martinica, no norte de Granada, e em várias ilhas do Sul de São Vicente e Granadinas, como Union Island e Canouan, onde muitas estruturas foram danificadas ou destruídas. Na Venezuela, seis pessoas morreram e várias desapareceram. Registaram-se igualmente danos sofridos no Yucatan, embora se limitassem geralmente a árvores derrubadas e linhas elétricas, bem como a danos nos telhados; houve também inundações generalizadas. Nos Estados Unidos, o estado do Texas sofreu graves inundações e danos causados pelo vento, com relatos de pelo menos 22 mortos na área da Grande Houston. Além disso, as faixas exteriores do furacão produziram um prolífico surto de tornado de três dias, com 67 tornados confirmados no Texas, Louisiana, Arkansas, Kentucky, Indiana, Nova Iorque e Ontário. Foram confirmadas 64 mortes e as estimativas preliminares de danos são superiores a 5,06 mil milhões de dólares.

### Tempestade tropical Chris
Em 24 de junho, o NHC começou a rastrear uma onda tropical a leste-sudeste das Ilhas de Barlavento, produzindo chuvas e tempestades desorganizadas. A perturbação deslocou-se geralmente para oeste através das Caraíbas durante vários dias, antes de atravessar a Península de Yucatan, e emergir na Baía de Campeche no início de 30 de junho. Ali formou-se uma zona de baixa pressão, que rapidamente se tornou melhor organizada. Depressão tropical três formou-se mais tarde naquele dia, e fortaleceu-se em tempestade tropical Chris seis horas depois. Pouco tempo depois, o sistema atingiu o município de Vega de Alatorre, Veracruz, com intensidade máxima. Chris enfraqueceu rapidamente sobre o terreno acidentado do México, dissipando-se no início de 1 de julho.
Chris gerou fortes chuvas nos Estados de Chiapas, Hidalgo, Morelos, San Luis Potosí e Veracruz, causando inundações, transbordamentos de rios e deslizamentos de terra. Consequentemente, as autoridades locais de Veracruz encerraram escolas em 41 municípios e abriram 9 abrigos temporários, que abrigavam 86 pessoas. As inundações também danificaram numerosas casas, incluindo quase 2 000 apenas em Huiloapan. Em Hidalgo, as inundações forçaram a evacuação de cerca de 200 famílias em Yahualica. Mais de 20.000 pessoas foram afetadas por inundações em Xochiatipan, que inundaram casas e uma clínica. Um homem idoso foi morto em San Salvador depois de ter sido enterrado por um deslizamento de terra. Além disso, quatro agentes da polícia de Tepetl Extraterren, Veracruz, foram mortos depois de terem sido arrastados por um riacho transbordante enquanto examinavam os danos causados pela tempestade.

### Furacão Debby
Em 26 de julho, o CNF começou a seguir uma onda tropical com potencial para se transformar em um ciclone tropical. À medida que se deslocava para oeste, o CNF observou que a onda tropical estava a tornar-se bem definida, designando-a em 2 de agosto como ciclone tropical potencial Quatro. Naquela noite, o sistema desenvolveu uma circulação fechada ao largo da costa sul de Cuba, fazendo com que o CNF a atualizasse em depressão tropical. A depressão tropical Quatro entrou no Golfo do México, onde na tarde de 3 de agosto se intensificou ainda mais na tempestade tropical Debby. No Golfo do México, intensificou-se de tempestade tropical para furacão no final de 4 de agosto, antes de atingir a Flórida. Em 8 de agosto, Debby fez um segundo landfall na Carolina do Sul, aproximadamente 32 km a nordeste de Charleston. Enfraquecendo constantemente uma vez no interior, mais tarde naquele dia, Debby enfraqueceu em uma depressão tropical. No início do dia seguinte, Debby tornou-se um ciclone pós-tropical.
As chuvas impactaram nações em todo o Caribe, especialmente Cuba e Porto Rico. Foram declarados estados de emergência para os estados da Flórida, Geórgia e Carolina do Norte e do Sul antes da tempestade. Chuvas fortes caíram como resultado da tempestade se movendo lentamente, com acumulações atingindo um pico próximo de 51 cm de chuva perto de Sarasota, Flórida. Ao todo, 10 mortes foram atribuídas à tempestade. Os relatórios preliminares de danos são estimados em cerca de 2 bilhões de dólares.

### Furacão Ernesto
Em 8 de agosto, o CNF observou que uma área de baixa pressão poderia se formar no Atlântico Central ou tropical. Mais tarde naquele dia, começaram a rastrear uma onda tropical a sudoeste de Cabo Verde. A atividade do chuveiro associada à onda começou a aumentar dois dias depois, mais tarde, mostrando sinais de organização em 11 de agosto. Como resultado, mais tarde naquele dia, a perturbação evoluiu para uma zona de baixa pressão. Uma vez que se esperava que o sistema tivesse impacto nas ilhas de Sotavento, foi designado ciclone tropical potencial Cinco pouco depois. No dia seguinte, o sistema se organizou o suficiente para se tornar uma tempestade tropical, sendo denominado Ernesto. Ernesto intensificaria à medida que atravessava as Pequenas Antilhas, impactando as Ilhas Virgens e Porto Rico. Condições ambientais geralmente favoráveis permitiram que Ernesto se intensificasse ainda mais, tornando-se um furacão em 14 de agosto. Embora tenha continuado a ser interrompida por intrusão de ar seco, a tempestade intensificou-se ainda mais, atingindo um pico como um furacão de categoria 2 um dia depois. Depois disso, Ernesto enfraqueceria devido ao cisalhamento do vento antes de atingir as Bermudas às 08:30 UTC de 17 de agosto como um furacão de categoria 1. Depois de atingir a costa, Ernesto enfraqueceria ainda mais em uma tempestade tropical devido ao ar seco mais tarde naquele dia. No entanto, às 21:00 UTC do dia seguinte, Ernesto voltou a intensificar-se para um furacão de categoria 1, à medida que as condições ambientais começaram a melhorar em torno de Ernesto. Após um breve período de re-intensificação ao longo de 19 de agosto, re-fortalecimento para ventos sustentados de 145 km/h, Ernesto começou a enfraquecer mais uma vez devido às temperaturas mais frias da superfície do mar e às condições ambientais que se tornaram desfavoráveis, enquanto percorria a costa de Terra Nova. Uma vez que Ernesto continuou a mover-se rapidamente para nordeste em meados de 20 de agosto, Ernesto tornar-se-ia pós-tropical à medida que o NHC deixasse de emitir novos avisos sobre o sistema.
Várias estradas principais da Ilha de Guadalupe foram fechadas devido à tempestade. Rajadas de vento na Ilha de Culebra atingiram 138 km/h, onde árvores derrubadas bloquearam estradas e telhados foram arrancados. Mais de 45.000 clientes perderam energia nas Ilhas Virgens como resultado de rajadas de vento com força de furacão. A totalidade de Saint Croix e Saint Thomas perdeu eletricidade. Mais de 728.000 famílias em Porto Rico perderam energia, cerca de metade da ilha. Mais 235.000 famílias sofreram interrupções de água. Nas Bermudas, também foram registadas quedas de energia. Na Carolina do Sul, duas pessoas morreram devido a correntes de retorno causadas por Ernesto. Na Carolina do Norte, uma pessoa foi encontrada morta também devido às condições do mar agitado causadas por Ernesto. Na cidade de Nova Iorque, com as ondas previstas para atingir 1,8 m, o presidente da camâra Eric Adams ordenou que todas as praias do Brooklyn e do Queens fechassem. Segundo Gallagher Re, as perdas totais foram estimadas em 150 milhões de dólares em outubro de 2024.

### Furacão Francine
Em 26 de agosto, o CNF observou que uma área de baixa pressão poderia se formar no Atlântico Tropical Central. Dois dias depois, começaram a rastrear uma onda tropical que produzia chuvas desorganizadas. Inicialmente, as chuvas da onda estavam um pouco mais concentradas ao longo do seu eixo, tornando-se mais organizadas em 31 de agosto. No entanto, um ambiente pouco produtivo para o desenvolvimento fez com que a onda se tornasse desorganizada. Vários dias depois, em 7 de setembro, a onda atravessou a Baía de Campeche, tornando-se uma zona de baixa pressão no dia seguinte. Devido à ameaça iminente do sistema à terra, foi designado ciclone potencial tropical Seis às 21:00 UTC de 8 de setembro. Rajadas de vento mais altas no sistema foram reforçadas por uma corrente de jato perto da Sierra Madre Oriental. No início do dia seguinte, a perturbação organizou-se na tempestade tropical Francine. À medida que o sistema serpenteava no Golfo, a sua via tendia para leste devido a um sistema de alta pressão na Flórida. O núcleo de Francine continuou a organizar-se, tornando-se um furacão às 03:00 UTC em 11 de setembro. À medida que Francine continuava a mover-se para nordeste, verificou-se uma rápida intensificação constante. Apesar de um aumento contínuo do cisalhamento do vento, Francine se fortaleceria em um furacão de categoria 2 ao sul da Louisiana, atingindo intensidade máxima de 155 km/h. Nessa intensidade, Francine atingiu a terra firme na Paróquia de Terrebonne, Louisiana, às 22:00 UTC de 11 de setembro. O rápido enfraquecimento começou depois que o furacão atingiu a costa e, às 03:00 UTC de 12 de setembro, Francine enfraqueceu em uma tempestade tropical e depois em uma depressão tropical às 06:00 UTC e, finalmente, após mais 3 horas, permaneceu como uma baixa remanescente por 1 dia.
Inundações ocorreram ao longo de grande parte do Nordeste do Golfo do México. A produção de petróleo e gás natural no Golfo do México também foi interrompida. Não foram notificadas mortes em consequência de Francine.

### Tempestade tropical Gordon
A NOAA e sua subsidiária, o CNF, informaram sobre um distúrbio tropical que se formou perto de Cabo Verde e as agências espacial e meteorológica respectivamente, começaram a monitorar o sistema de baixa pressão. Em 10 de setembro de 2024, o sistema se transformou em "depressão tropical", recebendo o código 07L (Ou Seven, em inglês). Após alcançar a metade do seu trajeto, a depressão evoluiu bem lentamente e 3 dias depois alcançou a categoria de "tempestade tropical" recebendo o nome Gordon. A tormenta continuou o seu curso ao longo do oceano Atlântico alcançando ventos sustentados máximos de aproximadamente 75 km/h. Entretanto, a tormenta não conseguiu evoluir mais por conta de muito cisalhamento de vento e influência do Anticiclone dos Açores. Devido a estes fatores, foi rebaixado a "depressão tropical" na tarde de 15 de setembro de 2024. Havia até uma possibilidade de retorno a "tempestade tropical", pois segundo o CNF havia previsão de o sistema evoluir mais, com cálculos de ventos sustentados de aproximadamente 100 km/h. Mas isto não aconteceu. Sem ameaçar e afetar área nenhuma, perdeu força e não conseguiu se estruturar mais até ser extinto de vez em 17 de setembro de 2024.

### Furacão Helene
Em 17 de setembro, o CNF observou que a ciclogênese tropical poderia ocorrer em algum lugar no noroeste do mar do Caribe em menos de uma semana. Vários dias depois, em 22 de setembro, começaram a rastrear uma ampla área de baixa pressão localizada no oeste das Caraíbas. À medida que atravessava um ambiente propício ao desenvolvimento, começaram a consolidar-se aguaceiros e trovoadas associados à perturbação. Devido à ameaça iminente do sistema à terra, foi designado ciclone potencial ciclone nove às 15:00 UTC de 23 de setembro. O sistema adquiriria características tropicais nas próximas vinte e quatro horas e foi atualizado para a tempestade tropical Helene às 15:00 UTC de 24 de setembro. O sistema continuou se fortalecendo e, no dia seguinte, a CNF atualizou o sistema para um furacão. Em 26 de setembro, Helene atingiu a costa a leste da Foz do Rio Aucilla com intensidade máxima. Atingiu o Big Bend na Flórida antes de se mudar para a Geórgia e a Carolina do Norte e do Carolina do Sul. Enfraqueceu rapidamente à medida que continuava a soprar pelo leste, antes de se tornar pós-tropical depois de atingir a costa.
O catastrófico furacão de categoria 4 causou ao menos 115 mortes e se tornou o terceiro ciclone tropical mais mortal no Estados Unidos desde 1974, superando os furacões Irma e Ian. Estima-se que outras 600 pessoas estejam desaparecidas.

### Furacão Isaac
Em 25 de setembro, o CNF observou que uma baixa não tropical sobre o Atlântico aberto poderia fazer a transição para um ciclone tropical. Como aguaceiros e trovoadas associados à baixa consolidada, a baixa desprendeu-se de um limite frontal poucas horas depois. Como resultado, logo fez a transição para a tempestade tropical Isaac no início de 26 de setembro. Isaac organizou-se mais e tornou-se um furacão em 27 de setembro. Mais tarde, fez um ciclo de substituição da parede do olho e intensificou-se para um furacão de categoria 2 por volta de 28 de setembro. Mas na noite de 29 de setembro, foi rebaixado a "tempestade tropical" após encontrar águas mais frias quando estava rumando a nordeste. Quando se afastou cada vez mais, rumo a nordeste, foi rebaixado de vez para "ciclone pós-tropical"

### Tempestade tropical Joyce
Em 22 de setembro, uma onda tropical saiu da costa da África Ocidental. Inicialmente produzindo chuvas e trovoadas desorganizadas, a onda seguiu através de um ambiente geralmente favorável ao desenvolvimento. Uma ampla área de baixa pressão formou-se ao longo da onda, produzindo cada vez mais atividade convectiva. Em 27 de setembro, a meio caminho entre as ilhas de Sotavento e Cabo Verde, a perturbação começou com ventos fortes, e evoluiu para a tempestade tropical Joyce no mesmo dia. Assim como a tempestade Gordon, Joyce fez trajeto semelhante, e acabou entrando em área de muito cisalhamento de vento, sendo rebaixado a "depressão tropical". Ao se deslocar cada vez mais para noroeste, continuou perdendo força até ser rebaixado de vez para "ciclone pós-tropical" sem afetar área nenhuma.

### Furacão Kirk
Em 28 de setembro o CNF começou a monitorar um sistema de baixa pressão que produzia atividade de chuvas limitada a oeste de Cabo Verde. Enquanto as chuvas e trovoadas associadas ao distúrbio tornaram-se melhor organizadas, as imagens de satélite de 29 de setembro mostravam que a circulação do distúrbio estava a melhorar a sua definição. Por conta disso, foi classificado como depressão tropical 12. No dia seguinte desenvolveu-se na tempestade tropical Kirk. A tormenta continuou se intensificando a medida que se afastava da ilha, rumo ao oceano Atlântico aberto e alcançou ventos sustentados de 110 km/h. Quando rumou para noroeste, o sistema começou a se intensificar ainda mais, e como alcançou ventos de 120 km/h se transformou em furacão de categoria 1. Na tarde de 2 de outubro, o sistema chegou a categoria 2 ao alcançar ventos de 150 km/h e 3 horas depois, rapidamente chegou a categoria 3 com ventos de 195 km/h de acordo com boletins dos meteorologistas do CNF. Na tarde de 3 de outubro, Kirk evoluiu ainda mais e alcançou a categoria 4 com ventos de 215 km/h quando rumava mais para noroeste e com um olho muito bem definido. Na manhã de 4 de outubro, o furacão alcançou pressão sustentada de 934 hPa e empatou com Beryl. Assim que rumou a nordeste, foi rebaixado a ciclone pós-tropical, mas com força de furacão, Kirk causou estragos na Europa causando inundações em Portugal, na Espanha e na França. Ao menos 2 pessoas morreram.

### Furacão Leslie
Em 29 de setembro, o CNF começou a monitorar uma onda tropical que produzia atividade limitada de precipitação perto da costa no oeste da África. No dia seguinte, uma área abrangente de baixa pressão formou-se ao longo da onda a sul das Ilhas de Cabo Verde em condições condutivas para desenvolvimento O sistema gradualmente organizou-se melhor depois de uma circulação larga desenvolver-se em 2 de outubro, resultando na formação da depressão tropical Treze. No final desse dia, o sistema intensificou-se, tornando-se a tempestade tropical Leslie, enquanto se movia lentamente para oeste dentro de um cisalhamento moderado devido a ventos exteriores do furacão Kirk para o noroeste. Em 5 de outubro, Leslie intensificou-se e tornou-se um furacão de categoria 1, antes de enfraquecer de volta a tempestade tropical na manhã de 8 de outubro. Mas ao encontrar pouco cisalhamento de vento, voltou a se reorganizar e retornou como furacão de "categoria 1" em 7 de outubro de 2024. Dois dias depois, à tarde, alcançou a "categoria 2" com ventos sustentados de 165 km/h. Todavia, apesar de a NOAA ter dado previsões de que ele poderia chegar muito próximo a categoria 3, com ventos de até 185 km/h, a informação divulgada na aba de discussão dos meteorologistas do CNF não se concretizou. E na noite de 10 de outubro, foi rebaixado para "tempestade tropical" direto sem passar pela "categoria 1" ao encontrar águas mais frias quando rumava-se para nordeste. O sistema, então, foi novamente rebaixado a "ciclone pós-tropical" em 12 de outubro de 2024 após não conseguir se estruturar mais e perder suas características tropicais.

### Furacão Milton
Em 26 de setembro, o NHC começou a monitorar o mar do Caribe para um possível desenvolvimento tropical. Três dias depois, formou-se uma ampla área de baixa pressão sobre o oeste das Caraíbas, produzindo aguaceiros e trovoadas desorganizados, no entanto, degenerou num vale aberto dois dias depois. À medida que este vale largo começou a interagir com uma frente estacionária e os restos da Depressão tropical Onze-E no Pacífico Oriental, uma nova área de baixa pressão desenvolveu-se no Golfo do México em 4 de outubro. Aguaceiros e trovoadas associados a esta perturbação tornaram-se melhor organizados, fazendo com que o NHC para atualizá-lo em depressão tropical Quatorze no dia seguinte. Verificou-se um maior desenvolvimento e, poucas horas depois, os dados do vento por satélite indicaram que a depressão se reforçou na tempestade tropical Milton. Milton conseguiu intensificar-se rapidamente devido a estar num ambiente muito favorável e tornou-se um furacão de categoria 1 na tarde de 6 de outubro. Milton continuou a se fortalecer durante a noite e pela manhã, atingindo o status de categoria 4 na manhã de 7 de outubro, atingindo a intensidade da categoria 5 às 16:00 UTC daquele dia. Milton continuou a fortalecer-se ainda mais durante a tarde, atingindo ventos de 285 km/h às 18:00 UTC do mesmo dia. No dia seguinte, enfraqueceu para um furacão de categoria 4 alto devido a um ciclo de substituição da parede do olho; no entanto, após a conclusão do ciclo, voltou rapidamente a reforçar-se para a intensidade da categoria 5. No entanto, no dia seguinte, enfraqueceu para um furacão de categoria 4, enfraquecendo ainda mais para a intensidade da categoria 3, à medida que o forte cisalhamento do vento sudoeste de 56-65 km/h ultrapassou o furacão. Às 00:30 UTC de 10 de outubro, Milton atingiu a costa perto de Siesta Key, Flórida, como um furacão de categoria 3 com ventos de 195 km/h. Milton enfraqueceu à medida que se movia por terra e voltou a entrar no Atlântico como um furacão de categoria 1, fundindo-se com uma fronteira frontal próxima. Em 10 de outubro, havia transitado para uma baixa extratropical. Gradualmente perdeu força, passando perto das Bermudas em 11 de outubro, antes de se dissipar dentro da zona frontal em 12 de outubro.
A Península de Iucatão foi afetado por tempestades e chuvas fortes. A cidade de Campeche e o Celestún foram inundados e Celestún teve de ser evacuado. Globalmente, Celestún e Sisal foram os municípios mais afetados do país. O oeste de Cuba recebeu inundações e ventos fortes de Milton. Milton gerou um surto grande de tornados na Flórida. Veneza, Flórida, experimentou ventos sustentados de 148 km/h. O edifício Tampa Bay Times e o Tropicana Field foram danificados por Milton. As Bahamas tiveram efeitos menores de Milton.

### Tempestade tropical Nadine
Em 15 de outubro, formou-se uma ampla área de baixa pressão no sudoeste do Mar do Caribe, a leste da América Central, associada ao giro da América Central. A perturbação deslocou-se lentamente para noroeste durante os dois dias seguintes, permanecendo no mar. Depois, nos dias 17 e 18 de outubro, a baixa tornou-se gradualmente melhor definida, e os aguaceiros e trovoadas a ela associados tornaram-se melhor organizados. Por conseguinte, o sistema foi nomeado como um ciclone tropical potencial Quinze na tarde de 18 de outubro. Naquela altura, foram emitidos Avisos de tempestade tropical, desde a cidade de Belize ao norte até à fronteira Belize–México, e de lá ao norte até Tulum, Quintana Roo. O sistema desenvolveu rapidamente uma circulação fechada e foi designado como tempestade tropical Nadine no início do dia seguinte, enquanto cerca de 190 km a leste da cidade de Belize. A tempestade atingiu a costa perto da cidade de Belize por volta das 16:00 UTC do mesmo dia, com intensidade máxima, com ventos sustentados a 95 km/h. Oito horas depois, a tempestade enfraqueceu-se para uma depressão tropical no norte da Guatemala. Depois, na manhã de 20 de outubro, o sistema degenerou em uma baixa remanescente enquanto atravessava o sul do México. Os remanescentes de Nadine acabaram por entrar na bacia do Pacífico, onde facilitaram o desenvolvimento de um vale de baixa pressão no Golfo de Tehuantepec, o que levou à formação do furacão Kristy em 21 de outubro.
Nadine produziu totais pluviométricos de até 51 mm em Belize. Em Quintana Roo registaram-se cerca de 90 mm de chuva e várias casas foram inundadas em Chetumal. Inundações, quedas de energia e árvores arrancadas também foram relatadas em Campeche, com fortes ondas encalhando cerca de 300 navios na costa. Em Chiapas, as inundações danificaram 14 habitações em Rayón e 2 em Rincón Chamula San Pedro. Um deslizamento de terra também bloqueou um trecho da Rodovia Federal 190. As fortes chuvas danificaram também 15 casas e provocaram inundações e deslizamentos de terra em Tacotalpa, Tabasco. Houve três mortes em Chiapas na sequência da tempestade. Duas pessoas morreram dentro de uma casa no município de Tila, que foi atingida durante um deslizamento de terra; e em San Juan Chamula, um homem afogou-se quando o seu veículo foi varrido pelas águas da inundação. Houve também duas mortes em Veracruz: uma depois de a sua casa ter sido atingida por um deslizamento de terra na serra de Zongolica e outra em Santiago Tuxtla em resultado de uma eletrocussão; um homem também desapareceu depois de ser levado por inundações.

### Furacão Oscar
Em 10 de outubro, uma onda tropical produzindo chuvas desorganizadas e tempestades rastreadas pelo CNF saiu da costa oeste da África. Mais tarde naquele dia, formou-se ao longo da onda uma ampla área de baixa pressão que produzia ventos próximos de força de vendaval. Depois de passar por Cabo Verde no dia seguinte, a perturbação deslocou-se para oeste num ambiente desfavorável ao desenvolvimento, fazendo com que a sua atividade diminuísse consideravelmente. A perturbação permaneceu desorganizada ao passar para o norte de Porto Rico em 18 de outubro, embora uma forte convecção persistisse em torno de um centro de circulação emergente de nível médio. A perturbação desenvolveu uma circulação fechada na manhã seguinte e foi designada tempestade tropical Oscar. Um voo dos Caçadores de Furacões descobriu que Oscar era muito mais forte do que o inicialmente estimado, e às 18:00 UTC de 19 de outubro, Oscar foi atualizado para um furacão de categoria 1 com ventos sustentados de 130 km/h. Às 21:50 UTC de 20 de outubro, o Oscar atingiu a costa como um furacão de categoria 1 em Baracoa, localizada na província Cubana de Guantánamo.
Nas Bahamas, muitos moradores tiveram que evacuar depois que suas casas foram danificadas. Em Cuba, ondas de 2,0 m atingiram Baracoa, danificando paredes e telhados de numerosas estruturas. Pelo menos sete pessoas morreram devido à tempestade. As estimativas preliminares de danos situam-se na ordem das "dezenas de milhões", segundo a Aon United.

### Tempestade tropical Patty
Em 31 de outubro, uma baixa não tropical com força de tempestade localizada a cerca de 890 km a oeste dos Açores ocidentais começou a produzir chuvas e tempestades perto de seu centro. Um dia depois, começou a produzir convecção organizada perto do centro. Embora as temperaturas regionais da superfície do mar se situassem em torno de 21 C, inferiores às esperadas para a ciclogénese tropical, o sistema adquiriu características subtropicais em 2 de novembro, tendo sido designado por tempestade subtropical.  Em poucas horas, Patty se fortaleceu para 100 km/h. No final do dia, no entanto, a simetria convectiva da tempestade diminuiu, fazendo com que ela enfraquecesse ligeiramente. Durante este tempo, Patty passou ao sul dos Açores centrais. À medida que Patty continuava a enfraquecer, passou a ser uma tempestade tropical a 4 de novembro. Condições contínuas desfavoráveis levaram à pequena circulação de Patty abrindo-se para um vale, dissipando-se mais tarde naquele dia.

### Tempestade tropical Rafael
Em 26 de outubro, o CNF começou a rastrear o Sudoeste do Caribe em antecipação ao desenvolvimento tropical. Vários dias depois, em 1 de novembro, uma ampla área de baixa pressão começou a se desenvolver sobre o Sudoeste do Caribe, associada a um giro da América Central. A perturbação começou a mostrar sinais de organização em 3 de novembro, fazendo com que o CNF o designasse como ciclone potencial Dezoito naquela tarde. Ocorreu um maior desenvolvimento e, após dados de caçadores de furacões, imagens de satélite, e observações de superfície revelaram que a perturbação desenvolveu um centro bem definido e produziu convecção profunda organizada, foi atualizada para depressão tropical Dezoito na manhã de 4 de novembro. A depressão continuou a fortalecer-se e foi atualizada na tempestade tropical Rafael naquela tarde.
No Panamá, numerosas casas foram danificadas e os moradores tiveram que evacuar, deixando um total de mais de 210 deslocados. Pelo menos quatro pessoas morreram em consequência da tempestade e duas continuam desaparecidas.

### Tempestade tropical Sara
Sara parece ter se originado de uma grande área de baixa pressão sobre o sudoeste do Mar do Caribe, que se fundiu com uma onda tropical em 11 de novembro. O sistema era bastante amplo e produzia chuvas e tempestades desorganizadas ao passar a sudoeste da Jamaica, assim permanecendo durante os dias seguintes, movendo-se lentamente para oeste. Às 21h UTC de 13 de novembro, o Centro Nacional de Furacões, em coordenação com os governos de Honduras e Nicarágua, iniciaram alertas de Potencial Ciclone Tropical de depois de Tempestade Tropical e Furacão, visto que se esperava que o sistema se tornasse se intensificasse nas próximas 48 horas. A perturbação continuou a se mover lentamente para oeste, enquanto produzia convecção que gradualmente se organizou. Imagens de satélite e dados do escaterômetro indicaram que a circulação se tornou mais bem definida e que um centro bem definido se desenvolveu às 06:00 UTC de 14 de novembro, resultando na formação de uma depressão tropical a cerca de 130 milhas náuticas a leste-nordeste da fronteira Nicarágua/Honduras.
As bandas convectivas continuaram a aumentar e dados de uma aeronave de reconhecimento da Força Aérea indicaram que o sistema se fortaleceu e se tornou uma tempestade tropical por volta das 12h00 UTC de 14 de novembro, quando estava localizado a cerca de 70 milhas náuticas a leste-nordeste da fronteira Nicarágua/Honduras.
Sara moveu-se lentamente para oeste, guiado por uma crista forte e bem estabelecida sobre o sudeste dos Estados Unidos. Inicialmente, o sistema tinha um grande raio de ventos máximos, com faixas convectivas confinadas às porções norte e oeste de sua circulação. No entanto, Sara conseguiu se organizar melhor e se intensificar ligeiramente mais tarde naquele dia sobre as águas muito quentes do noroeste do Mar do Caribe. A convecção começou a envolver o centro da tempestade em 15 de novembro, à medida que o sistema se aproximava da costa de Honduras, com a intensidade aumentando para 40 nós. Estima-se que Sara tenha atingido o continente pela primeira vez como uma tempestade tropical de 40 nós perto de Punta Patuca, Honduras, às 01h20 UTC de 15 de novembro.
Após o desembarque, o centro se reorganizou próximo à costa e se tornou paralelo à costa norte de Honduras. Imagens de satélite de micro-ondas revelaram uma estrutura aprimorada e estima-se que o sistema tenha atingido um pico de intensidade de 45 kt, às 12h UTC de 15 de novembro. Após emergir ao largo da costa, Sara se deslocaria para oeste, eventualmente se tornando estacionária no início de 16 de novembro, perto das Ilhas da Baía de Honduras.
No final de 16 de novembro, o sistema começou a se mover lentamente para oeste, afastando-se das Ilhas da Baía e em direção ao Golfo de Honduras. No entanto, a interação da circulação com o terreno mais alto e o ar mais seco causou a degradação do padrão convectivo geral. À medida que o sistema continuava a se mover lentamente para oeste-noroeste, perto das ilhas barreira de Belize, houve uma explosão de convecção profunda a oeste do centro, que ficou evidente nas imagens de radar e satélite de Belize. Estima-se que Sara tenha atingido seu segundo ponto de aterrissagem como uma tempestade tropical de 35 nós perto de Dangriga, Belize, por volta das 14h UTC de 17 de novembro.

Após o ponto de aterrissagem, a interação com o solo fez com que Sara enfraquecesse rapidamente para uma depressão tropical, e a circulação de baixo nível se dissipou para o interior, perto da fronteira norte da Guatemala e do México, em 18 de novembro. A vorticidade e a umidade remanescentes de Sara se moveram para a Baía de Campeche e eventualmente se fundiram com um sistema frontal sobre o sudeste dos Estados Unidos alguns dias depois.

### Outros sistemas

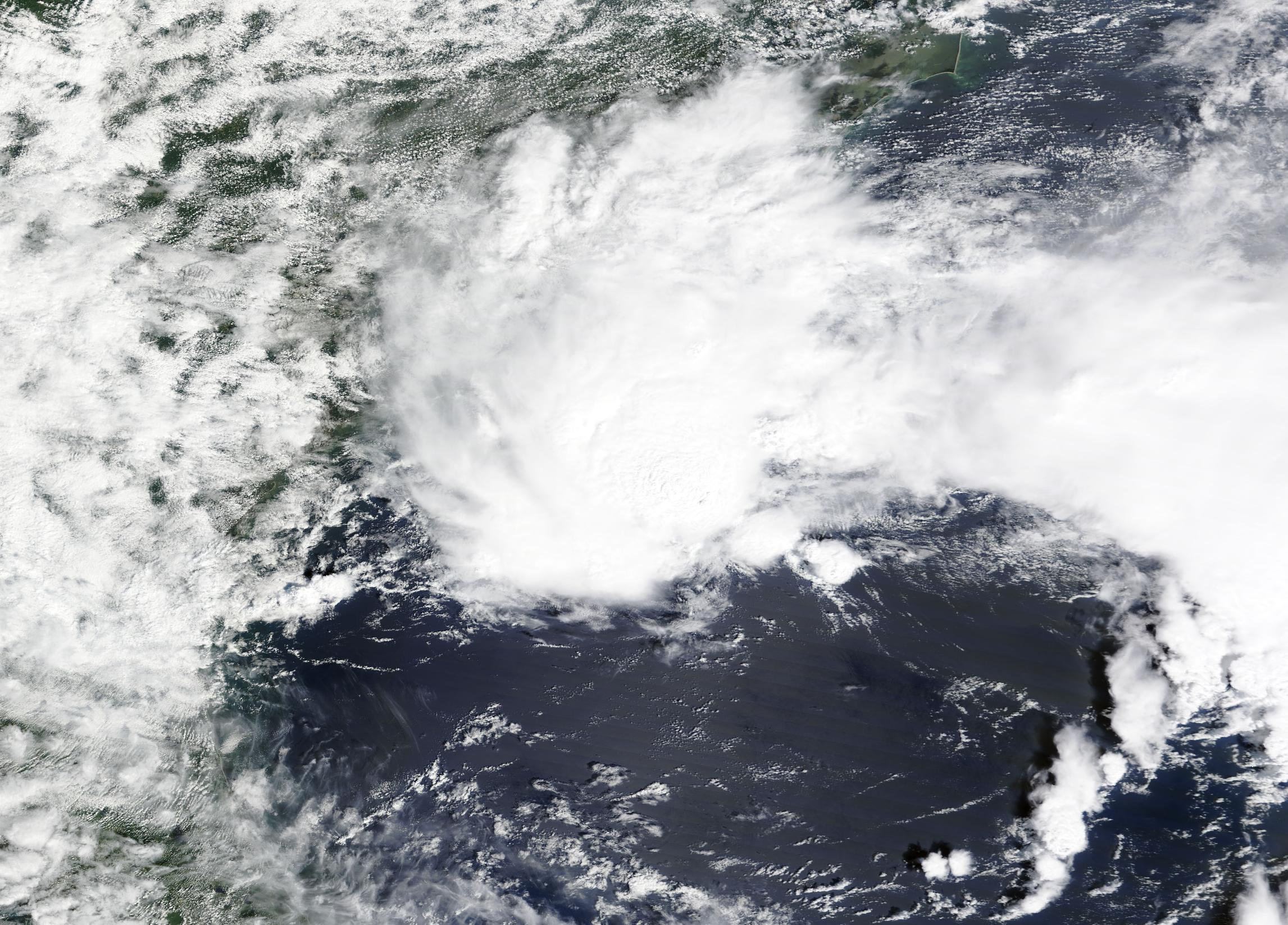
Ciclone potencial Oito ao largo da costa da Carolina do Sul em 15 de setembro

Em 11 de setembro, o NHC observou uma área com potencial de desenvolvimento de ciclones tropicais na costa leste dos EUA. Formou-se em 14 de setembro uma zona não tropical de baixa pressão. No dia seguinte, uma aeronave da Força Aérea Caçadores de Furacões descobriu que o sistema possuía um amplo centro de circulação de baixo nível e estava gerando convecção profunda sobre e ao redor do centro. Verificou igualmente que o sistema estava em vias de se separar das suas características frontais. Devido à crescente probabilidade de o sistema ganhar características tropicais e à sua proximidade com a costa da Carolina do Sul, o NHC designou o sistema ciclone tropical potencial Oito às 21:00 UTC de 15 de setembro. Nessa época, foi emitido um Aviso de Tempestade Tropical que se estende desde Edisto Beach, Carolina do sul, até Ocracoke Inlet, Carolina do Norte. O sistema não atingiu características tropicais à medida que se aproximava do nordeste da Carolina do Sul na tarde seguinte, e os seus ventos sustentados caíram abaixo da força das tempestades tropicais. Consequentemente, os avisos de tempestade tropical para as Carolinas foram interrompidos com o Aviso final do NHC às 21:00 UTC de 16 de setembro. A tempestade causou inundações significativas no Condado de Brunswick, Carolina do Norte. A tempestade trouxe fortes chuvas para as Carolinas, especialmente em Carolina Beach, Carolina do Norte, onde os totais de precipitação atingiram 529 mm. A tempestade também resultou em um breve toque de recolher no Condado de Brunswick. Em Sunny Point, Carolina do Norte, os ventos atingiram 124 km/h. Algumas estradas, como a NC 12, foram inundadas na maré alta. Uma pessoa foi morta ao tentar atravessar as enchentes. De acordo com Gallagher Re, os danos totais são estimados em $200 milhões desde outubro de 2024.

## Nomes das tempestades
A seguinte lista de nomes será usada para as tempestades nomeadas que se formarem no Atlântico Norte em 2024. Esta é a mesma lista utilizada na temporada de 2018, com exceção de Francine e Milton, que substituíram Florence e Michael, respectivamente. Os nomes Francine e Milton foram utilizados pela primeira vez nesta temporada. Os nomes retirados, se houver, vão ser anunciados na primavera de 2025 pela Organização Meteorológica Mundial.
| - Alberto - Beryl - Chris - Debby - Ernesto - Francine - Gordon | - Helene - Isaac - Joyce - Kirk - Leslie - Milton - Nadine | - Oscar - Patty - Rafael - Sara (ativo) - Tony (sem usar) - Valerie (sem usar) - William (sem usar) |

## Efeitos sazonais
Esta é uma tabela de todas as tempestades que se formaram na temporada de furacões no Atlântico de 2024. Inclui sua duração, nomes, intensidades, áreas afetadas, danos e totais de mortes. As mortes entre parênteses são adicionais e indiretas (um exemplo de morte indireta seria um acidente de trânsito), mas ainda estavam relacionadas àquela tempestade. Danos e mortes incluem totais, seja furacão, seja tempestade tropical e subtropical, seja depressão tropical e subtropical. Todos os valores de danos estão registrados em dólar norte-americano.
| Escala de Furacões de Saffir-Simpson |    |    |   |   |   |   |   |
| DT                                   | TS | TT | 1 | 2 | 3 | 4 | 5 |

| Alberto               | 19 de junho de 2024–20       | Tempestade tropical | 85 (50)   | 993  | Península de Iucatã, Nordeste do México, Texas, Luisiana                                                                          | >$53,7 milhão    | 1 (4)    | [ 79 ] [ 310 ]                                                  |
| Beryl                 | 28 de junho – 9 de julho     | Furacão categoria 5 | 270 (165) | 934  | Pequenas Antilhas, Ilhas de Barlavento, Venezuela, Grandes Antilhas, Península de Iucatã, Centro Estados Unidos, Leste do Canadá  | >$6,86 bilhão    | 64       | [ 311 ] [ 312 ] [ 313 ]                                         |
| Chris                 | 30 de junho – 1 de julho     | Tempestade tropical | 75 (45)   | 1005 | Península de Iucatã, Leste do México                                                                                              | >$1 milhão       | 5 (1)    | [ 314 ]                                                         |
| Debby                 | 3–9 de agosto                | Furacão categoria 1 | 130 (80)  | 979  | Arquipélago das Lucaias, Grandes Antilhas, Leste Costa do Golfo, Leste dos Estados Unidos, Leste Canadá, Reino Unido, Ilhas Faroe | <$2 bilhão       | 6 (4)    | [ 138 ]                                                         |
| Ernesto               | 12–20 de agosto              | Furacão categoria 2 | 155 (100) | 968  | Ilhas de Sotavento, Porto Rico, Bermudas, Províncias atlânticas do Canadá, Ilhas Britânicas                                       | $24,3 milhão     | 3        |                                                                 |
| Francine              | 9–12 de setembro             | Furacão categoria 2 | 155 (100) | 972  | Leste do México, Costa do Golfo dos Estados Unidos                                                                                | $1,5 bilhão      | Nenhum   |                                                                 |
| Gordon                | 11–17 de setembro            | Tempestade tropical | 75 (45)   | 1004 | Nenhum | Nenhum           | Nenhum   |                                                                 |
| Helene                | 24–27 de setembro            | Furacão categoria 4 | 220 (140) | 938  | Ilhas Cayman, Nicarágua, Honduras, Península de Iucatã, Cuba, Costa do Golfo dos Estados Unidos                                   | 37,5 bilhão      | ≥240     | [ 315 ]                                                         |
| Isaac                 | 26–30 de setembro            | Furacão categoria 2 | 165 (105) | 968  | Nenhum | Nenhum           | Nenhum   |                                                                 |
| Joyce                 | 27–30 de setembro            | Tempestade tropical | 85 (50)   | 1001 | Nenhum | Nenhum           | Nenhum   |                                                                 |
| Kirk                  | 29 de setembro–7 de outubro  | Furacão categoria 4 | 230 (145) | 934  | Nenhum | Nenhum           | 2        |                                                                 |
| Leslie                | 2–12 de outubro              | Furacão categoria 2 | 165 (105) | 972  | Nenhum | Nenhum           | Nenhum   |                                                                 |
| Milton                | 5–10 de outubro              | Furacão categoria 5 | 285 (180) | 897  | Oeste Golfo do México, Península de Iucatã, Grandes Antilhas, Sudoeste dos Estados Unidos, Arquipélago das Lucaias, Bermudas      | >$85 bilhão      | 35       | [ 316 ] [ 317 ] [ 318 ] [ 319 ] [ 320 ] [ 321 ] [ 322 ] [ 323 ] |
| Nadine                | 19–20 de outubro             | Tempestade tropical | 95 (60)   | 1000 | Belize, México (Península de Iucatã e Chiapas), Guatemala                                                                         | Desconhecido     | 5        |                                                                 |
| Oscar                 | 19–22 de outubro             | Furacão categoria 1 | 140 (85)  | 986  | Turks e Caicos, Sudeste Bahamas, Cuba                                                                                             | >$10 milhão      | 7        |                                                                 |
| Patty                 | 2–4 de novembro              | Tempestade tropical | 100 (65)  | 982  | Açores | Desconhecido     | Nenhum   |                                                                 |
| Rafael                | 4–10 de novembro             | Furacão categoria 3 | 195 (120) | 956  | Panama, Costa Rica, Colômbia, Jamaica, Ilhas Cayman, Cuba                                                                         | >$31,6 milhão    | (8)      | [ 295 ] [ 296 ] [ 324 ]                                         |
| Sara                  | 14 de novembro–presente      | Tempestade tropical | 65 (40)   | 998  | República Dominicana, Honduras | Desconhecido     | 2        |                                                                 |
| Agregado da temporada |                              |                     |           |      | |                  |          |                                                                 |
| 17 sistemas           | 19 junho– Temporada em curso |                     | 285 (180) | 897  | | >$189,829 bilhão | 364 (23) |                                                                 |